# Aeroportul Bergerac Dordogne Périgord
Aeroportul Bergerac Dordogne Périgord (IATA: EGC, ICAO: LFBE) este un aeroport din Bergerac, Dordogne, Nouvelle-Aquitaine, Franța metropolitană, Franța ce deservește zona Bergerac. Aeroportul a fost tranzitat în 2022 de 222.566 de pasageri. A fost deschis în 1939 și numit după zona deservită.
Situat la o altitudine de 52 m, aeroportul dispune de 1 pistă.

## Infrastructură

### Piste
Aeroportul dispune de o singură pistă. Pista 09L/27R are suprafața de asfalt și dimensiunile 2.250 m × 45 m. 